# Petroleumstilsynet
Petroleumstilsynet (Ptil) er et norsk, statsligt tilsynsorgan underlagt Arbeids- og sosialdepartementet. Petroleumstilsynet har myndighedsansvar for sikkerhed, beredskab og arbejdsmiljø i Norges olieindustri.
Petroleumstilsynet blev udskilt fra Oljedirektoratet d. 1. januar 2004, og blev etableret som et selvstændig, statsligt tilsynsorgan. Tilsynet holder til i Stavanger.
Petroleumstilsynets myndighedsansvar inkluderer olieanlæg og tilknyttede rørledningssystemer i Melkøya, Tjeldbergodden, Nyhamna, Kollsnes, Mongstad, Sture, Kårstø, Slagentangen og eventuelle fremtidige, integrerede olieanlæg.
Myndighedsansvaret dækker alle faser af virksomheden; som ved planlægning, projektering, byggeri, brug og ved eventuel senere fjernelse.